# Elliot Rowe
Elliot Rowe (født 1. juni 2006) er en cykelrytter fra Skotland, der kører for Team Visma | Lease a Bike Development.